# 吉川綾子
吉川 綾子（よしかわ あやこ、1933年3月1日 - 2025年3月11日）は、日本の陸上競技（短距離走・走幅跳）選手。1951年に女子100m走の日本記録を更新し、1952年ヘルシンキオリンピックに19歳（選手団中最年少）で出場した。結婚後の姓名は星野 綾子（ほしの あやこ）。

## 経歴

### 生い立ち
大阪市生まれ。父の良一は非鉄金属商で、不自由なく育った。5人きょうだいの末っ子。すぐ上の姉は綾子以上に足が速かったというが、戦時中のために競技で活躍する機会には恵まれなかったという。
1945年4月、大阪扇町高等女学校（のちに大阪市立扇町高等学校）に入学するが、芦屋女子中学校（現在の芦屋学園中学校・高等学校）に転校。学制改革により、1948年に新制芦屋女子高等学校1年生となった。幼少期は病弱で、陸上競技を始めることについても当初両親は反対していたという。

### 陸上競技
芦屋女子中・高で担任であったのは体育教師の野田弁吉で、陸上部の指導も行っていた。綾子が陸上競技を始めたのは高校1年生から。当時、学校のグラウンドは狭かったために、陸上部は甲南大学や京都大学などのグラウンドを借りて練習する状況であったが、大学で練習している綾子を長谷川敬三（朝日新聞社、三段跳選手）が目にとめた。長谷川が同じ朝日新聞社の織田幹雄に連絡したことから、織田が練習メニューを作って長谷川が指導するようになり、さらには月に一度東京の織田幹雄のもとに通って直接指導を受けるようになった。
1950年10月、日本陸上競技選手権大会では100mで優勝、走幅跳は2位だったが5m64の高校新記録を立てた。
1951年3月、第1回アジア競技大会（ニューデリー）の日本代表に選ばれて出場。大会前に盲腸炎の手術をするなどコンディションは悪かったが、400メートルリレー走で金メダル、走り幅跳びで銀メダルを獲得した。
1951年4月、帝塚山学院短期大学に進学。1950年に設立されたばかりの帝塚山学院短大には陸上部がなかったが「陸上が全てではない。女性としての素養を身につけなくては」と父が助言したことから進学したという。帝塚山学院短大陸上部唯一の部員として日本学生陸上競技対校選手権大会（インターカレッジ）に出場、100m、200m、走り幅跳びで活躍した。短大では綾子の表彰式で流すために、校歌を急遽作ったとされる。
1951年10月の第6回国民体育大会（広島）では、100m走で12秒0の日本新記録を樹立。戦前の人見絹枝の記録12秒2を23年ぶりに塗り替えたとされ（ただし日本学生陸上競技連合によれば、杉村清子が1951年8月の日米陸上競技宮城大会で12秒1を記録している）、1948年ロンドンオリンピックの競技記録に照らせば2位に相当するものであった。また1951年10月の日本陸上競技選手権大会でも100mを2連覇。
1952年6月には走幅跳で5m75を記録、これはロンドン五輪優勝者の記録を上回るものであった。
日本の第二次世界大戦後初のオリンピック出場となった1952年ヘルシンキオリンピックでは、19歳で代表選手の一人（代表選手中最年少）となった。なお、陸上女子選手は吉野トヨ子（円盤投）、宮下美代（80mハードル）と吉川綾子の3人のみであった。日本国内では、前年からの活躍によって走幅跳や100mでのメダル獲得の期待が高かったといい、綾子自身も活躍を期しての出場であった。
極度の緊張に襲われることなく「普段通りのレースができた」が、のちに「思っていたような活躍はできませんでした」と語るように、100ｍは12秒6で予選通過は果たせなかった（なお、吉川綾子の次にオリンピック女子100m走に出場した日本選手は、2008年北京オリンピック（56年後）の福島千里である）。走幅跳も5m80付近へのジャンプがファウルとなり、記録は5m54（16位）にとどまった。しかし、仮に5m80付近へのジャンプがファウルでなかったとしても、6位入賞者が5m81という成績であり、入賞できたかはギリギリのところであった（金メダリストが6m24、9位までがオリンピック新記録であった）。のちに綾子は、日本の国際試合の経験が少なく（1951年アジア競技大会のみ）、ロンドンオリンピック以後4年間の世界のレベルアップのスピードに触れる機会がなかったことを述べている。

### 引退とその後
綾子が述べるところによれば、ヘルシンキオリンピックでの自身にはまったく納得ができていなかったが、周囲が期待するような次大会（メルボルンオリンピック）への気持ちが湧かず、今で言う「燃え尽き症候群」になったという。とはいえ、1952年10月の日本陸上競技選手権大会では走幅跳で優勝している。
短大卒業後は、母校芦屋女子高で週4日授業を持った。またその傍ら、誘われて産経新聞大阪本社の記者としても働いた。読売新聞運動部記者の星野敦志（のちに読売新聞社運動部長、国際陸上競技連盟報道委員）と出会い、競技を引退して結婚、星野姓になった。結婚を機に大阪から東京に転居したが、競技組織が地域ごとの「縦割り社会」であったため、陸上競技とも無縁の生活となった。
1964年東京オリンピックでは、国立競技場でVIPのアテンド（案内・接待や通訳など）やメダルセレモニーの際のホステス役を務める「コンパニオン」が設けられた（なお、「コンパニオン」の語は東京オリンピックで初めて日本に紹介されたという）。まずは陸上競技関係者から選ばれることとなり、国際試合出場経験のある星野綾子にも声がかかって、国立競技場内で案内を務めることとなった。VIPの日本滞在に観光・ショッピングも含めて随行するコンパニオンには破格の俸給が出されたが、国立競技場内でコンパニオンを務めた陸上競技関係者は、交通費と弁当が支給されたものの無給のボランティアであったという。
なお、これが契機で、陸連からの依頼を受けて国立競技場での接待役を20年にわたって務めることとなった。1985年にはトータル・オリンピック・レディス会（TOL。オリンピック出場女子選手の会）の発足にたずさわる。1991年の世界陸上競技選手権大会（東京）では式典表彰係を担当した。
2025年3月11日に死去。92歳没。